# کارل اولریش
کارل اولریش (به آلمانی: Karl Ullrich) (زاده ۱ دسامبر ۱۹۱۰ – مرگ ۸ می ۱۹۹۶) یک نظامی آلمانی در دوره رایش سوم و از ۹ اکتبر ۱۹۴۴ تا ۵ می ۱۹۴۵ فرمانده لشکر پنجم زرهی اس‌اس وایکینگ بود.

## فعالیت
وی در سال ۱۹۱۰ زاده شد.در سال ۱۹۳۴ به نیروهای اس‌اس-وی‌تی پیوست.در سال ۱۹۴۱ به لشکر سوم زرهی اس‌اس توتنکوپف در جبهه شرقی منتقل شد.در اکتبر ۱۹۴۴ فرمانده لشکر پنجم زرهی اس‌اس وایکینگ در نبردهای مجارستان شد.وی کمی پیش از پایان جنگ جهانی دوم به درجه اوبرفورر رسید و در مه ۱۹۴۵ تسلیم ارتش سرخ شد.
وی پس از جنگ کتابی با عنوان "همچو صخره در اقیانوس:تاریخ لشکر سوم زرهی اس‌اس توتنکوپف" نوشت و در آن بیان داشت که تنها یک عضو این لشکر مرتکب جنایت جنگی شده است.

## نشان‌ها و جوایز
- صلیب آهنین (۱۹۳۹) درجه دو (۱۸ می ۱۹۴۰) و درجه یک (۱ ژوئیه ۱۹۴۰)
- صلیب شوالیه آهنین با برگ‌های بلوط
  - صلیب شوالیه (۱۹ فوریه ۱۹۴۲)
  - برگ‌های بلوط (۱۴ می ۱۹۴۴)